# آتاناگالا
آتاناگالا (به لاتین: Attanagalla) یک منطقهٔ مسکونی در سری‌لانکا است که در ناحیه گامپاها واقع شده‌است.